# Landesdefension
Die Landesdefension war zu Beginn der frühen Neuzeit im Heiligen Römischen Reich Deutscher Nation das von den einzelnen Landesherren zur Verteidigung des Territoriums aufgebotene bürgerliche und bäuerliche Militär (vgl. auch Miliz, Wehrbauern). Üblicherweise wurde ein qualifizierter Teil der Untertanen militärisch ausgebildet und eingeübt, um machtpolitisch eingesetzte Söldnerheere und die damit verbundenen Belästigungen abwehren zu können. Im Gegensatz zum stehenden Heer wurde die Landesdefension in der Regel nicht für offensive militärische Zwecke eingesetzt.

## Beispiele
- 1492 wurden in ganz Oberbayern Musterungen der zur Landesverteidigung tauglichen wehrfähigen Männer durchgeführt und eine Landesdefension aufgebaut. Diese bewährte sich 1632 bis 1648 auch bei der Verteidigung des Oberlandes gegen schwedische Truppen.
- Das Landlibell Maximilians I. von 1511 für Tirol legte im Einvernehmen mit den Tiroler Landständen fest, dass die Stände zur Verteidigung des Landes Kriegsdienste zu leisten hatten. Das Aufgebot und der Landsturm mussten im Gegenzug aber nur innerhalb der Landesgrenzen Tirols diesen Dienst leisten.

Teilweise waren die Landesdefensionen auch eigenständig aktiv:
- So erhob sich die kurbayerische Landesdefension 1705/06 in einem blutig niedergeschlagenen Aufstand, der Bayerischen Volkserhebung, gegen die habsburgische Besatzungsmacht.
- Die Tirolische Landesdefension erhob sich unter Andreas Hofer gegen Bayern und Frankreich. Der Aufstand endete am 1. November 1809 mit der Niederlage der Tiroler am Bergisel.

In der Tradition der Landesdefensionen Bayerns bzw. Tirols stehen die Gebirgsschützen und die Tiroler Schützen.